# Roger Black
Roger Anthony Black (Portsmouth, 31 marzo 1966) è un ex velocista britannico, due volte campione europeo dei 400 metri piani, nonché più volte campione mondiale ed europeo con la staffetta 4×400 metri.

## Biografia
Ha vinto 5 ori (2 nei 400 e 3 nella staffetta) ed un argento (nei 400 ad Helsinki nel 1994) agli Europei. Nel 1991 ai mondiali di Tokyo arrivò ad un soffio dal titolo nei 400, battuto di poco dallo statunitense  Antonio Pettigrew. Nello stesso evento, tuttavia, insieme a Derek Redmond, John Regis e Kriss Akabusi portò la squadra britannica all'oro nella staffetta battendo gli Stati Uniti col record europeo di 2'57"53. Alle Olimpiadi di Barcellona 1992 ottenne il bronzo nella staffetta; quattro anni dopo, ad Atlanta, solo Michael Johnson lo superò nei 400; tuttavia Black prese il pesantissimo distacco di 92 centesimi. Nella staffetta ottenne un altro argento dietro agli USA e davanti alla Giamaica. Alla sua ultima apparizione ai mondiali, nel 1997 ad Atene, perse per 18 centesimi l'oro nella staffetta dietro ancora agli Stati Uniti. In quella squadra c'era anche Iwan Thomas, che nello stesso 1997 gli tolse il record nazionale dei 400 per un centesimo (44"36 contro 44"37).
Dopo il ritiro, Black ha cominciato a condurre talk show sulla BBC. Nel 2004 fu una delle celebrità che presero parte alla gara di ballo televisiva Strictly Come Dancing.

## Record europei
- Staffetta 4x400 metri: 2'56"60 ( Atlanta, 3 agosto 1996) - attuale detentore

## Altre competizioni internazionali
1997
- Coppa Europa di atletica leggera ( Monaco di Baviera)

1998
- Coppa Europa di atletica leggera ( San Pietroburgo)